# Четвёртый президентский срок Владимира Путина
Четвёртый президентский срок Владимира Путина начался 7 мая 2018 года и закончился 7 мая 2024 года.

## Внутренняя политика
18 марта 2018 года Путин был избран президентом Российской Федерации на четвёртый срок, получив рекордные 76,69 % голосов.
7 мая 2018 года Владимир Путин в четвёртый раз вступил в должность президента России, на следующий день в Госдуму на утверждение в должности премьер-министра России внесена кандидатура Дмитрия Медведева. В этот день, после утверждения Медведева в должности, Путин предложил ему сформировать новое правительство. Указы о составе нового правительства были подписаны 18 мая.
25 мая 2018 года Путин заявил, что не будет баллотироваться в президенты в 2024 году, обосновав это требованиями Конституции России.
15 января 2020 года в своём очередном послании Федеральному собранию Путин предложил внести масштабные поправки в Конституцию РФ и объявил о комплексе социально-экономических мер, призванных повысить уровень благосостояния жителей России и способствовать решению демографических проблем. Сразу же после выступления президента правительство сложило полномочия. 16 января 2020 года правительство возглавил руководитель Федеральной налоговой службы РФ Михаил Мишустин.
В 2020 году в России было проведено голосование по поправкам в Конституцию. После вступления их в силу Путин получил право выставлять свою кандидатуру на новых президентских выборах в 2024 году.

### Резонансные изменения в российском законодательстве
2 декабря 2019 года Путин подписал принятые Госдумой поправки в законодательство, которые позволяют присваивать статус иностранного агента физическим лицам и расширяют список СМИ, к которым также относится этот статус. К этой категории могут быть причислены журналисты, которые работают в СМИ, признанные в России иностранными агентами («Голос Америки», «Радио Свобода» и др.), блогеры и авторы постов в социальных сетях.

#### Изменение Конституции

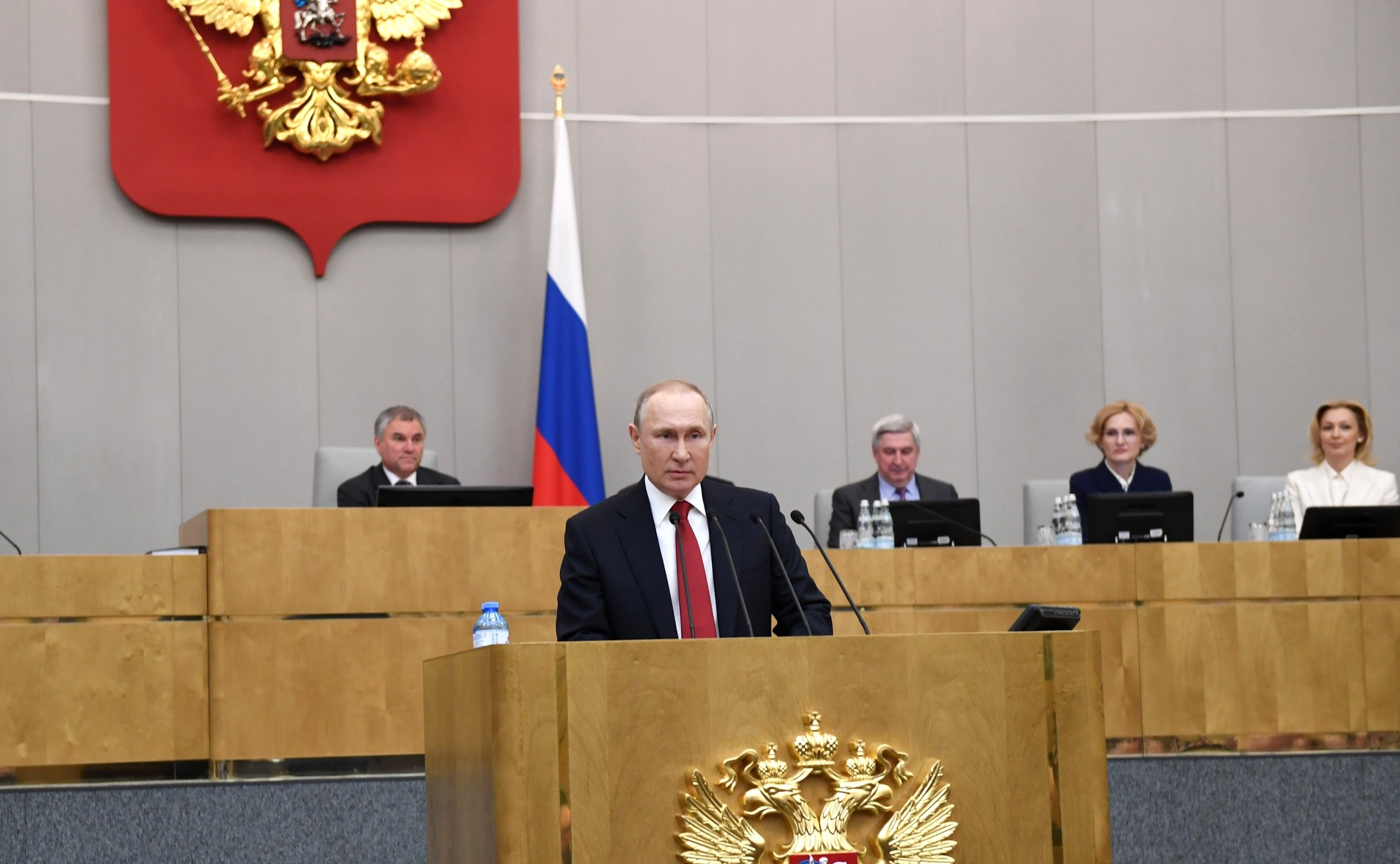
Владимир Путин в Государственной Думе во время обсуждения поправок, 10 марта 2020 года

15 января 2020 года в послании Федеральному собранию Путин предложил внести в Конституцию Российской Федерации ряд поправок и провести голосование граждан по всему предлагаемому пакету. Все эти правки не могли быть приняты по отдельности, по словам Путина, пакет правок должен был предусматривать следующие изменения:
- установление приоритета Конституции России над международным правом;
- расширение прав Госдумы: Госдума должна получить право утверждать кандидатуру председателя правительства, кандидатуры вице-премьеров и федеральных министров;
- ужесточение ограничений для лиц, которые занимают «важные для обеспечения безопасности страны» должности (депутатов, сенаторов, министров, судей, глав регионов), — они не должны иметь иностранного гражданства или вида на жительство в других странах;
- ужесточение ограничений для лиц, претендующих на пост президента: кандидаты должны проживать в России не менее 25 лет и не иметь иностранного гражданства;
- расширение полномочий Совета федерации в отношении федеральных судей, судей Конституционного и Верховного судов;
- назначение президентом руководителей силовых ведомств по согласованию с Советом федерации;
- закрепление в Конституции нормы о том, что МРОТ не может быть ниже прожиточного минимума;
- закрепление в Конституции регулярной индексации пенсий;
- усиление роли губернаторов и Государственного совета;
- усиление роли Конституционного суда[12][13].

По первоначальной оценке западных СМИ, предложенное перераспределение полномочий государственных органов позволило бы Путину остаться у власти и после 2024 года, заняв должность руководителя правительства или Госсовета.
В ходе обсуждения поправок бывший помощник Путина Владислав Сурков и член высшего совета «Единой России» Валентина Терешкова предложили начать отсчёт президентских сроков заново после принятия пакета, отменить конституционные ограничения по числу президентских сроков или же позволить Путину повторно избираться на пост президента. 10 марта Путин, выступая в Госдуме, поддержал возможность «обнуления» своих президентских сроков.
14 марта Путин подписал закон о поправках к Конституции. Общероссийское голосование по поправкам было назначено на 22 апреля, но в связи с эпидемией COVID-19 было отложено. В связи с ограничениями на массовые мероприятия, введёнными для борьбы с эпидемией, оппозиции было отказано в проведении митингов против поправок.
21 июня Владимир Путин допустил, что в случае принятия поправок будет вновь выдвигаться в президенты.
Голосование по поправкам прошло 1 июля. Поправки были одобрены 77,92 % голосов при явке 67,97 %.

### Социально-экономическая политика
27 декабря 2019 года Владимир Путин утвердил новую доктрину продовольственной безопасности России. Документ предполагает создание государственного резерва сельскохозяйственной продукции и продовольствия на случай чрезвычайных ситуаций — стихийных бедствий, непогоды или неурожая. Также в доктрине заложено повышение урожайности основных сельхозкультур за счёт возвращения в оборот неиспользуемых пахотных площадей.
15 января 2020 года в послании Федеральному собранию Путин объявил о комплексе мер, призванных повысить благосостояние жителей России, способствовать решению социально-экономических проблем. По мнению министра экономического развития Максима Орешкина, объявленные президентом меры могли бы позволить к концу 2020 года снизить количество бедных на 10 %. Осуществлению этих мер, однако, помешала эпидемия нового коронавируса.

#### Пенсионная реформа (2018)
В течение многих лет Путин отрицал необходимость и наличие планов повышения пенсионного возраста в России, заявляя, что, пока он является президентом, повышения не будет (2005), что «в этом нет необходимости» (2007), что для этого «пока нет ни экономической возможности, ни социальной» (2013), что «время не настало» (декабрь 2015). Тем не менее почти сразу после переизбрания Путина президентом, 14 июня 2018 года, в день открытия в России чемпионата мира по футболу, правительство объявило о планах повысить возраст выхода на пенсию, и через два дня соответствующий законопроект был внесён в Госдуму, что шокировало общество своей внезапностью и вызвало массовые протесты россиян. Позднее, 29 августа, Путин в телеобращении заявил о неизбежности реформы, предложив смягчающие поправки (их реализация потребует около 500 млрд рублей), которые были оценены населением как недостаточные. Наиболее массовые выступления против пенсионной реформы проходили с июля по сентябрь 2018 года. В ходе акций также раздавались призывы к отставке правительства и президента, инициировавших пенсионную реформу. 27 сентября законопроект был принят Госдумой, 3 октября — Советом Федерации, и в тот же день его подписал Путин.

#### Пандемия коронавируса

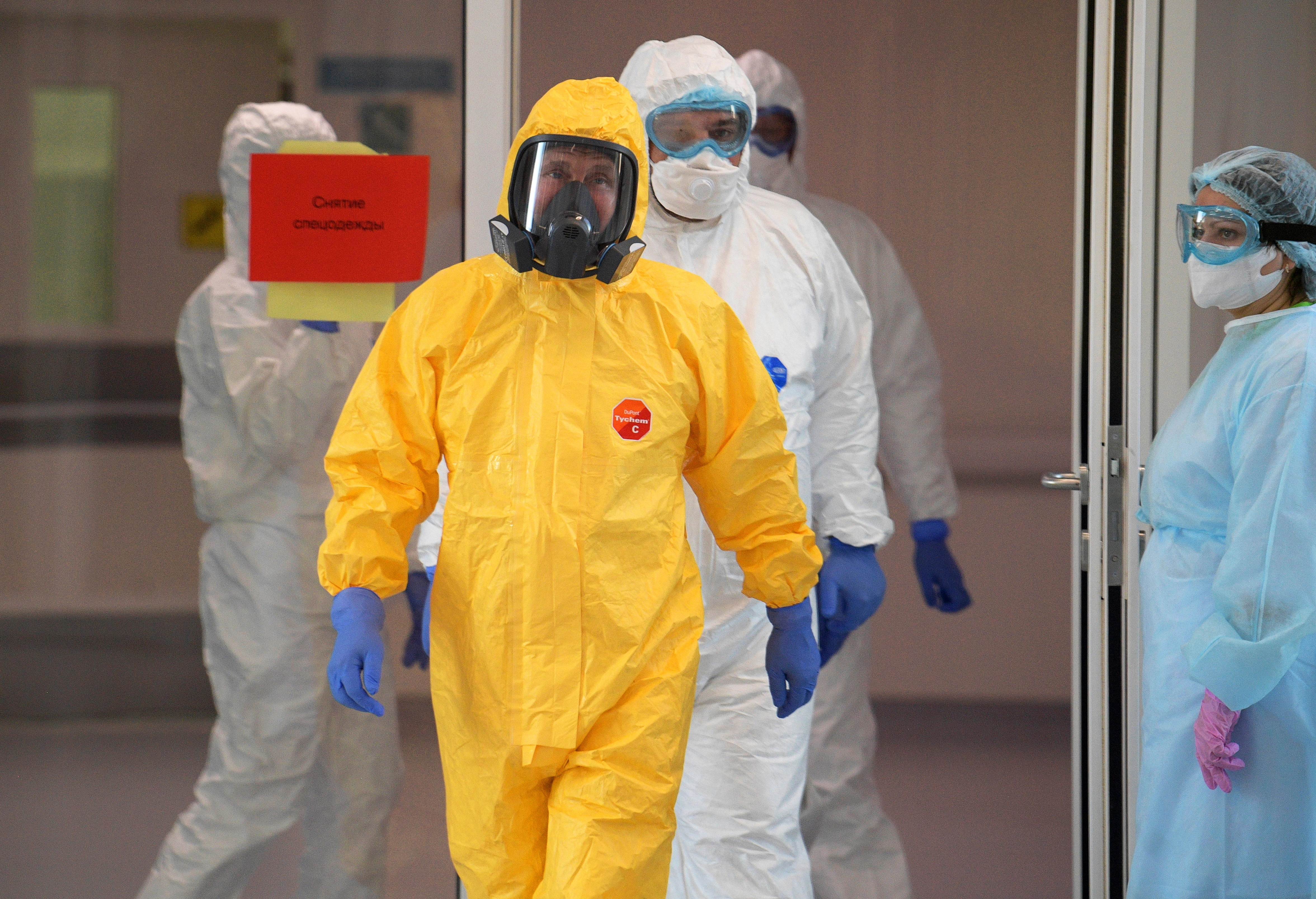
Владимир Путин в ГКБ № 40 в Коммунарке, предназначенной для пациентов, инфицированных COVID-19, 24 марта 2020 года

Начиная с 2020 года значительное влияние на социально-экономическую ситуацию в России, как и во всём мире, оказывала пандемия COVID-19. 7 апреля 2020 года количество новых выявленных случаев заболевания в России в сутки впервые превысило тысячу человек, к 1 сентября число заразившихся с начала пандемии превысило 1 млн, 23 мая 2021 года — 5 млн, в ноябре 2021 года — 9 млн. По числу заболевших Россия находится на четвёртом месте после США, Индии и Бразилии.
В конце января 2020 года в России был создан штаб по контролю за новой коронавирусной инфекцией. По оценке президента Путина, усиление мер санитарной защиты на границе государства позволило сдержать эпидемию на полтора-два месяца.
25 марта в связи с начавшимся в стране распространением коронавируса Путин, обратившись к гражданам России, объявил о мерах социально-экономической помощи населению, пострадавшим отраслям народного хозяйства, бизнесу. Было объявлено о введении налогообложения доходов по банковским вкладам, превышающим 1 млн рублей и об ужесточении финансово-экономических мер в отношении российских компаний, выводящих средства за рубеж.
В стране были введены карантинные меры, апрель был объявлен нерабочим месяцем. Учебные заведения перешли на дистанционное обучение, сдвинуты сроки проведения ЕГЭ. Главам регионов были предоставлены дополнительные полномочия с точки зрения установления конкретного набора мер. За несколько недель было многократно увеличено производство средств индивидуальной защиты, налажено форсированное производство необходимых лекарств и оборудования. Министерство обороны в кратчайшие сроки развернуло строительство многофункциональных медицинских центров для оказания помощи заразившимся.
На более поздний срок было перенесено голосование по поправкам в Конституцию. Парад Победы по случаю 75-й годовщины победы в Великой Отечественной войне был также отложен и прошёл 24 июня, акция «Бессмертный полк» была вообще отменена.
С началом эпидемии было организовано масштабное перепрофилирование медицинских учреждений на борьбу с новой инфекцией. Правительство ввело стимулирующие выплаты для работников системы здравоохранения, занятых в лечении пациентов с коронавирусом или контактирующих с пациентами из групп риска. Максимальное число работников, единовременно охваченных выплатами, по сведениям Минздрава, доходило до 400 тыс. (из 3 млн человек, занятых в системе здравоохранения России). За период с апреля по сентябрь на эти выплаты правительство выделило из Резервного фонда около 100 млрд рублей.
Российские специалисты на основании международных соглашений оказывали практическую помощь в борьбе с коронавирусом ряду зарубежных государств — Италии, Сербии, Армении, Боснии и Герцеговине, Киргизии, Узбекистану. Тест-системы для своевременного выявления заражённых лиц и оказания им медицинской помощи направлялись в Венесуэлу и др. страны.
Из-за пандемии коронавируса Россия с 27 марта прекратила международное пассажирское авиасообщение, восстановление которого с отдельными государствами началось лишь с 1 августа. С середины марта МИД России организовал бесплатный вывоз российских граждан из других стран на родину и предоставление материальной помощи людям, вынужденно не имеющим возможности вернуться домой. Всего вывозными рейсами было доставлено несколько сотен тысяч человек.
24 марта, за день до первого обращения к гражданам России, Путин посетил инфекционную больницу в Москве, в Коммунарке, и провёл встречу с главным врачом Денисом Проценко. Путин и Проценко общались без масок, не соблюдая дистанцию, и обменялись рукопожатием. С 1 апреля Путин стал проводить совещания и встречи преимущественно дистанционно из резиденции Ново-Огарёво при помощи видеосвязи.

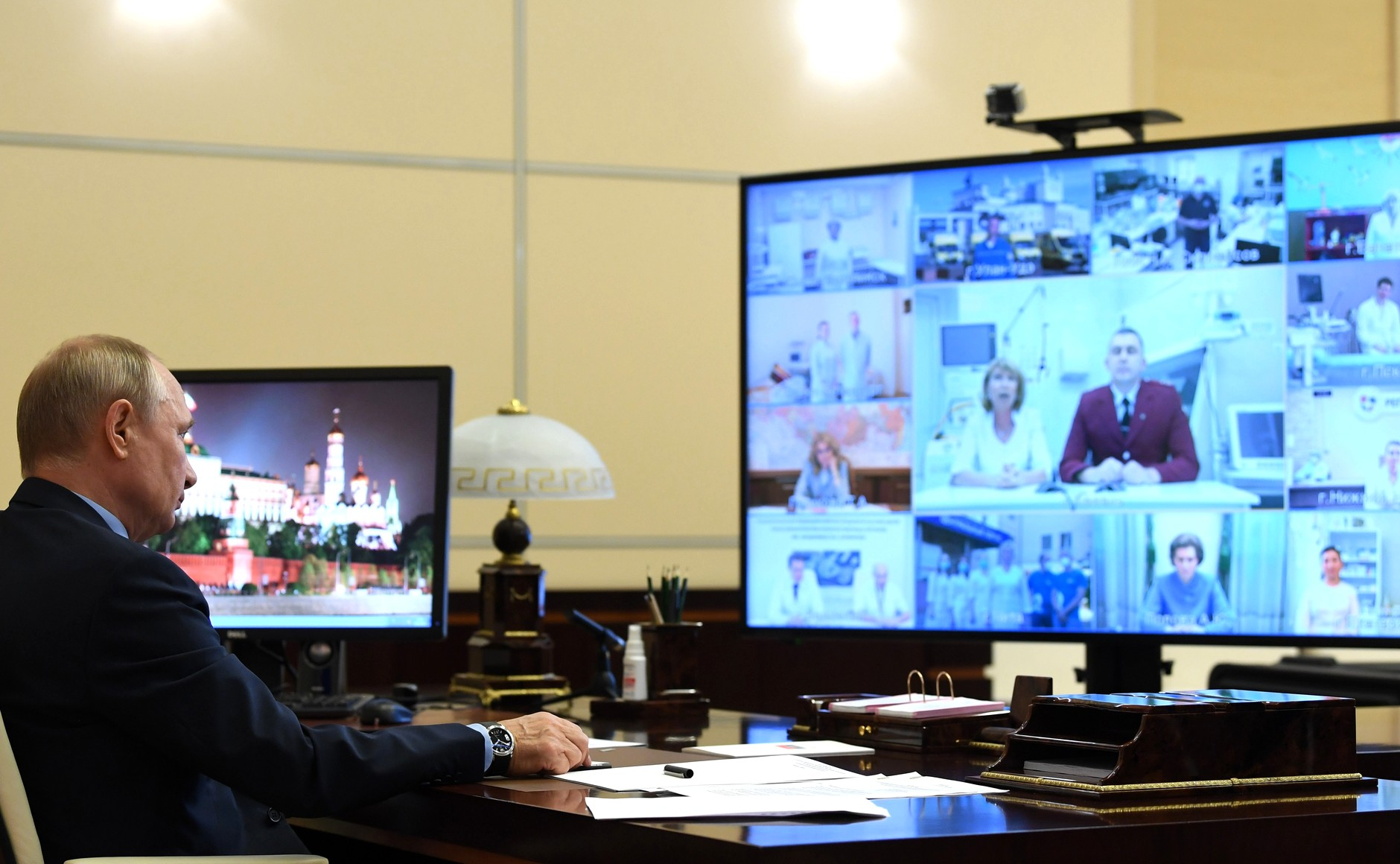
Владимир Путин на онлайн-совещании с медработниками, июнь 2020 года

СМИ сообщали о введении дополнительных мер охраны президента Путина от заражения коронавирусной инфекцией.
23 июня Путин в телеобращении к гражданам России подвёл итоги борьбы с коронавирусной инфекцией и объявил о дальнейших мерах. По его оценке, «в экстремальных условиях надёжно отработали системы энергетики, ЖКХ, транспорт, связь, торговля, которая обеспечила граждан товарами первой необходимости».
30 июня Путин впервые за два с лишним месяца выбрался за пределы Московской области, приняв участие с президентом Лукашенко в открытии Ржевского мемориала. Впоследствии он принял военно-морской парад в Санкт-Петербурге и открыл в Крыму трассу «Таврида».
11 августа Путин объявил о регистрации в России вакцины от COVID-19. В сентябре 2020 года в России началась масштабная кампания добровольной вакцинации, которая, однако, шла недостаточно быстрыми темпами. Сам Путин прошёл полный курс вакцинации от COVID 23 марта и 14 апреля 2021 года.
Пандемия привела к падению экономики России, как и большинства других стран. Существенно выросла безработица, усилилась инфляция, произошёл спад ВВП. В целом же, по оценке самого Путина, кризис в России не приобрёл системного характера благодаря вовремя принятым антикризисным мерам поддержки населения и бизнеса. При этом, по оценке экономиста Андрея Клепача, объём мер поддержки экономики составил 3,5 % ВВП, что в несколько раз меньше этого показателя для ряда развитых стран.
В начале 2021 года количество выявленных случаев медленно пошло на спад, с 9 марта до 8 июня их число не превышало 10 тыс. На второй неделе июня был зафиксирован резкий рост заболеваемости. 11 июня суточный прирост заражений увеличился на треть за пять дней. С середины октября 2021 года фиксируется более чем по 30 тыс. заболевших в день. Суточный пик заболеваемости пришёлся на 6 ноября 2021 года, когда было выявлено 41335 заболевших.
По данным годовой сводки Росстата, в 2020 году в России умерли 2,124 млн человек — на 323 тыс. человек больше, чем в 2019 году. Всего за апрель—декабрь 2020 года в РФ умерли 160,3 тыс. человек, у которых был обнаружен коронавирус. Из них 94,2 тыс. умерли непосредственно от него. С середины октября 2021 года ежедневная смертность от новой коронавирусной инфекции начала превышать 1000 человек и 19 ноября достигла рекордной цифры — 1254 человека.

## Вооружённые силы

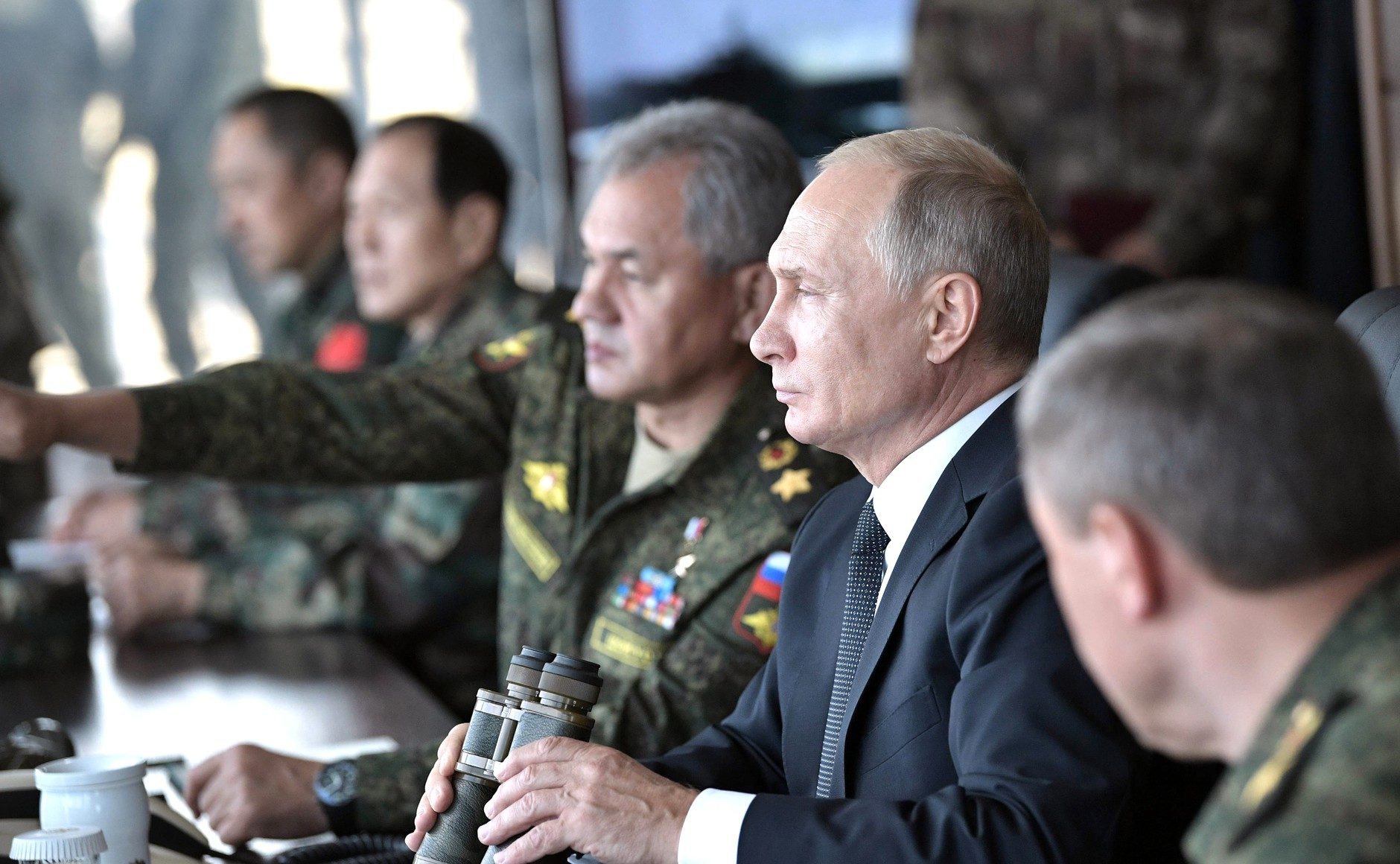
Сергей Шойгу и Владимир Путин на военных учениях «Восток-2018»

Большой резонанс в мире получило ежегодное послание президента Путина, обнародованное 1 марта 2018 года, одним из ключевых тезисов которого стало гарантированное обеспечение обороноспособности России. Впервые Путин рассказал о ходе новых стратегически важных разработок систем вооружения, создаваемых, по его словам, «в ответ на односторонний выход США из Договора по противоракетной обороне и практическое развёртывание этой системы как на территории США, так и за пределами их национальных границ». При этом он рассекретил часть характеристик ядерного (МБР «Сармат») и гиперзвукового (ракета «Кинжал») оружия, а также других новых комплексов.
Академик РАН Алексей Арбатов полагает, что «военно-техническая» часть президентского послания могла быть своеобразным ответом на обнародованную незадолго до этого новую ядерную стратегию американской администрации, центральным местом которого стала концепция ограниченных ядерных ударов, призванная якобы сдерживать аналогичную стратегию России. Путин по этому поводу в своём послании сделал, по словам Арбатова, правильное и ясное заявление: «Любое применение ядерного оружия против России или её союзников малой, средней, да какой угодно мощности мы будем рассматривать как ядерное нападение на нашу страну. Ответ будет мгновенным и со всеми вытекающими последствиями».
24 декабря 2019 года Владимир Путин на расширенном заседании коллегии Минобороны сообщил, что доля новейшего оружия в ядерной триаде России в 2019 году достигла 82 %. На боевое дежурство заступил первый полк, вооружённый ракетным комплексом «Авангард» с гиперзвуковым планирующим крылатым блоком.
15 января 2020 года в своём ежегодном обращении к Федеральному собранию Путин заявил, что Россия впервые в своей истории смогла опередить другие страны в области ракетно-ядерных вооружений. Как заявил Путин, Москва никому не угрожает и не стремится навязать свою волю. Однако все шаги, необходимые для того, чтобы укрепить национальную безопасность, «были сделаны своевременно и в достаточном объёме».

## Внешняя политика
США

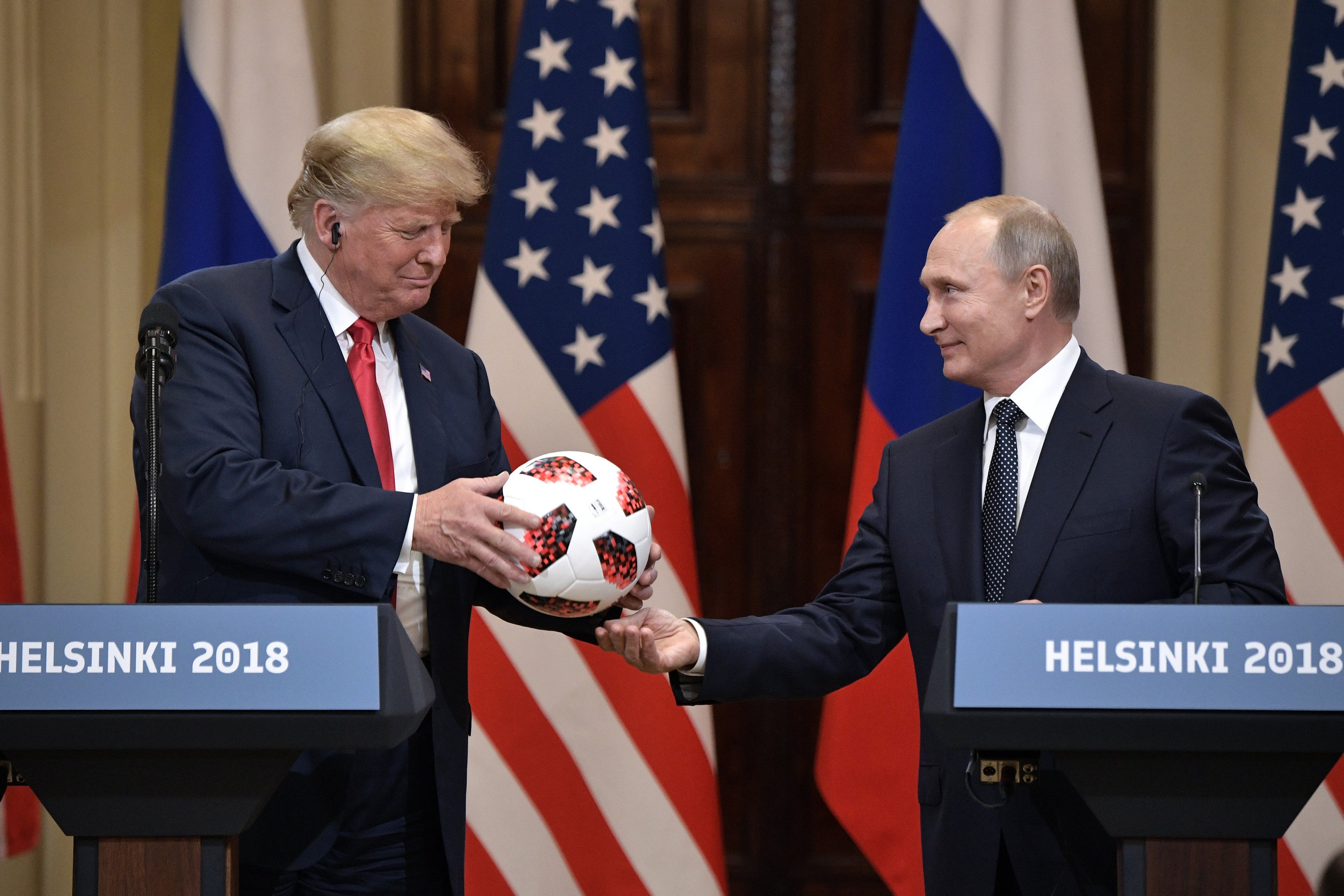
Владимир Путин и Дональд Трамп на саммите Россия-США Хельсинки. 2018 год

По мнению дипломатов и экспертов, отношения США и России при администрации Дональда Трампа достигли самого низкого уровня за весь период после распада СССР и провозглашения независимого российского государства.
В декабре 2019 года президент Трамп подписал закон, которым были введены санкции против компаний, участвующих в строительстве газопровода «Северный поток — 2», в результате которых строительство в течение 2020 года было фактически парализовано. С приходом к власти в США администрации Байдена ситуация улучшилась. 24 января 2021 года работы по строительству подводного участка возобновились, а в конце мая президент Байден заявил, что строительство трубопровода «почти завершено» и введение новых санкций против проекта было бы «непродуктивным» для отношений США с Европой. 10 сентября 2021 года строительство газопровода «Северный поток — 2» было полностью завершено.
После вступления Джозефа Байдена в должность президента США официальные лица новой администрации сообщили, что США не стремятся ни к осложнению отношений с Россией, ни к «перезагрузке» этих отношений. Целью новой политики США будет достижение предсказуемых и стабильных отношений, оставляющих место для сотрудничества в ряде сфер для продвижения интересов США. При этом США «могут привлекать Россию к ответственности за любые её злонамеренные действия».
Ещё до инаугурации Байдена он договорился с президентом Путиным по телефону о продлении на пять лет без дополнительных условий Договора СНВ-III, действие которого истекало 4 февраля 2021 года. 3 февраля соглашение между Россией и США о продлении ДСНВ вступило в силу.
17 марта Джозеф Байден в интервью телеканалу ABC News заявил, что лично предупреждал Владимира Путина о последствиях, если вскроется факт его вмешательства в президентские выборы в США 2020 года, а также утвердительно ответил на вопрос, считает ли он президента России убийцей. После этого Министерство иностранных дел России объявило об отзыве посла России в США Анатолия Антонова в Москву на консультации для анализа российско-американских отношений. Госдепартамент США в ответ заявил, что, хотя США будут сотрудничать с Россией для продвижения интересов США, они «могут привлекать Россию к ответственности за любые её злонамеренные действия».
23 апреля президент Путин на фоне очередного скандала с высылкой российских дипломатов подписал указ «О применении мер воздействия (противодействия) на недружественные действия иностранных государств», на основании которого правительство утвердило список стран, «совершающих недружественные действия в отношении России». В этот перечень вошли США и Чехия. Согласно распоряжению правительства, официальным представительствам США было запрещено нанимать на работу российских граждан.
16 июня в Женеве состоялись первые переговоры Владимира Путина и Джо Байдена. В ходе саммита, в частности, была достигнута договорённость о запуске российско-американского диалога по стратегической стабильности.
7 декабря состоялись переговоры между Владимиром Путиным и Джо Байденом в формате видео-конференц-связи. В российском пресс-релизе по итогам переговоров говорится, что «преобладающее место в разговоре заняла проблематика, связанная с внутриукраинским кризисом и отсутствием прогресса в выполнении Украиной минских договорённостей, являющихся безальтернативной основой мирного урегулирования»: «Президент России на конкретных примерах проиллюстрировал деструктивную линию Киева, направленную на полный демонтаж Минских соглашений и договорённостей, достигнутых в „нормандском формате“, высказал серьёзную озабоченность по поводу провокационных действий Киева против Донбасса». Из краткого пресс-релиза, который часом раньше появился на сайте Белого дома, тоже следует, что Украина была главной темой переговоров: «Президент Байден выразил глубокую обеспокоенность США и наших европейских союзников по поводу эскалации Россией сил вокруг Украины и ясно дал понять, что США и наши союзники ответят решительными экономическими и другими мерами в случае военной эскалации. Президент Байден подтвердил поддержку суверенитета и территориальной целостности Украины и призвал к деэскалации и возвращению к дипломатии».
Владимир Путин в ответ заявил, что «НАТО предпринимает опасные попытки освоения украинской территории» и наращивает военный потенциал у границы России, а «поэтому Россия серьёзно заинтересована в получении надёжных, юридически зафиксированных гарантий, исключающих расширение НАТО в восточном направлении и размещение в сопредельных с Россией государствах ударных наступательных систем вооружений». Президенты договорились «поручить своим представителям вступить в предметные консультации по этим чувствительным вопросам». Позже помощник президента РФ Юрий Ушаков сообщил журналистам, что президент Путин обозначил в разговоре с американским коллегой «красные линии»: «Эти линии исключают дальнейшее любое продвижение НАТО на Восток и размещение на территории Украины, как и других сопредельных с нами государств, угрожающих нам оружейных систем, особенно наступательного вооружения».
Сирийский кризис
К началу 2018 года стало понятно, что коалиция сил, ведомая Россией (Сирия, Иран и разнообразные местные ополчения), в общем уже близка к выполнению своих главных военно-стратегических задач. Этот военный успех привёл к достижению политических преимуществ и установлению политического соглашения на российских условиях. В дополнение к этому, Турция и Саудовская Аравия убедились в бесперспективности участия в войне спонсируемых ими группировок, а США были вынуждены отказаться от намерения сменить власть президента Башара Асада.
Турция
17 сентября 2018 года по итогам очередных переговоров между президентами России и Турции был подписан меморандум о стабилизации обстановки в сирийской провинции Идлиб и создании демилитаризованной зоны вдоль линии соприкосновения сирийских войск и вооружённой оппозиции. 22 октября 2019 года Владимир Путин и Реджеп Тайип Эрдоган на переговорах в Сочи закрепили новые зоны влияния на северо-востоке Сирии и договорились о совместном патрулировании территории вдоль сирийско-турецкой границы.
В январе 2020 года состоялось торжественное открытие проложенного по дну Чёрного моря газопровода «Турецкий поток», соединившего Россию и страны Южной Европы.
Белоруссия
Президентские выборы 2020 года в Белоруссии привели к политическому кризису. В самый острый период нестабильности Владимир Путин, поддерживавший постоянные контакты с президентом Белоруссии Александром Лукашенко, не раз заявлял о необходимости предоставить белорусскому народу самостоятельно разобраться со своими проблемами и предостерегал от вмешательства в этот процесс третьих стран. В России по просьбе Лукашенко был сформирован резерв из сотрудников правоохранительных органов для помощи Белоруссии в случае, если ситуация выйдет из-под контроля. Между президентами России и Белоруссии была достигнута договорённость о рефинансировании белорусского долга в размере 1 млрд долларов. Публично заявленная поддержка Путина помогла Лукашенко удержать власть.
5 ноября 2021 года Владимир Путин и Александр Лукашенко подписали декрет Союзного государства «Об основных направлениях реализации положений Договора о создании Союзного государства на 2021—2023 годы», утвердив 28 программ по интеграции.
Нагорный Карабах
Вторая после распада СССР война между Арменией и Азербайджаном стала главным событием на постсоветском пространстве в 2020 году. Азербайджан добился возвращения под свой контроль значительной части территорий, прилегающих к Нагорному Карабаху, а также части самого Нагорного Карабаха. Война, продолжавшаяся 44 дня, завершилась 9 ноября подписанием заявления премьер-министром Армении Николом Пашиняном, президентом Азербайджана Ильхамом Алиевым и президентом России Владимиром Путиным. Ключевым пунктом соглашения стала договорённость о размещении в зоне конфликта российских миротворцев, что должно исключить возможность возобновления вооружённого противостояния и создать условия для перезапуска дипломатического процесса. Как сообщало агентство ТАСС, с обострением ситуации в регионе и началом боёв Путин находился в непрерывном, подчас круглосуточном контакте с коллегами в Ереване и Баку. Именно Путин сыграл ключевую роль в прекращении кровопролития.
Афганистан и Центральная Азия
Международные форумы
В декабре 2019 года Путин посвятил несколько выступлений на международных и российских форумах вопросу об ответственности Запада за начало Второй мировой войны, упомянув при этом приуроченную к 80-й годовщине начала мировой войны резолюцию Европарламента «О важности сохранения исторической памяти для будущего Европы», в которой был поставлен знак равенства между коммунистической идеологией и нацизмом, а также было заявлено, что война явилась непосредственным результатом Договора о ненападении между двумя тоталитарными державами — Германией и СССР, которые, по утверждению авторов резолюции, «имели общую цель — завоевание всего мира». Путин подверг резолюцию Европарламента резкой критике, указав на ту роль, которую в событиях, предшествовавших началу Второй мировой войны, по его оценке, сыграли западноевропейские державы. Истинные причины войны, по словам Путина, кроются в кабальных условиях Версальского мира, ставшего для Германии «национальным унижением», и последующей политике европейских государств в отношении Германии, создававшей плацдарм для будущей войны. Что касается «пакта Молотова — Риббентропа», то он был последним в ряду мирных соглашений, которые гитлеровская Германия в 1930-е годы подписала с другими европейскими странами. Отдельно Путин коснулся роли Польши, охарактеризовав её крайне негативно и посоветовав её нынешнему руководству «принести извинения за то, что происходило раньше». Выступления Путина вызвали резкую реакцию польских властей.
23 января 2020 года Путин принял участие во Всемирном форуме памяти Холокоста, состоявшемся в Иерусалиме. Выступая на памятном мероприятии в рамках форума, он выступил с новой глобальной инициативой, предложив провести в 2020 году встречу глав пяти государств-основателей и постоянных членов Совета Безопасности ООН для совместного обсуждения актуальных глобальных проблем. Путин заявил, что мировые лидеры должны не пропустить появление новых ростков ненависти и антисемитизма. По его словам, на странах-основателях ООН лежит «особая ответственность по сохранению цивилизации». Такая встреча могла бы продемонстрировать верность стран, вместе сражавшихся против нацизма, «духу союзничества и исторической памяти», считает Путин. Лидеры Китая и Франции, генеральный секретарь ООН поддержали это предложение. Эта инициатива не получила продолжения.
Владимир Путин стал главным иностранным гостем форума в Иерусалиме, организаторы которого постоянно подчёркивали, что СССР и Красная армия сыграли ключевую роль в победе над нацизмом, и именно поэтому Владимир Путин первым из лидеров стран-победительниц во Второй мировой войне обратился к участникам форума. На открытии памятника «Свеча памяти», посвящённого защитникам и погибшим в блокаде Ленинграда, президент Израиля Реувен Ривлин говорил о выдающейся роли советского народа и Красной армии, о личной истории семьи Путина. Премьер-министр Биньямин Нетаньяху заявил, что без народов Советского Союза освобождение евреев и разгром нацизма были бы невозможными.
Казахстан

### Отношения с Украиной
7 июня 2018 года, в ходе прямой линии президента Путина, было высказано предположение, что Украина может возобновить активные боевые действия в Донбассе во время чемпионата мира по футболу. Путин в ответ заявил: «Я надеюсь, что до таких провокаций дело не дойдёт, а если это случится, мне думается, что это будет иметь очень тяжёлые последствия для украинской государственности в целом».
31 августа 2018 года в результате теракта погиб глава ДНР Александр Захарченко. Реакция российских властей была жёсткой и оперативной. Владимир Путин направил руководству ДНР телеграмму, в которой расценил случившееся как «ещё одно свидетельство: те, кто выбрал путь террора, насилия, запугивания, не хотят искать мирное, политическое решение конфликта, не хотят вести реальный диалог с жителями юго-востока, а делают опасную ставку на дестабилизацию ситуации, на то, чтобы поставить народ Донбасса на колени». 18 октября Путин, комментируя ситуацию в Донбассе на заседании дискуссионного клуба «Валдай», заявил, что считает организацию спецслужбами Украины «террористических актов и убийств людей, которые выбраны населением для руководства этими регионами», самым «плохим способом наладить отношения с этими территориями». 15 ноября Владимир Путин заявил, что действующие украинские власти ничего не сделали для выполнения Минских соглашений и надеяться на мирное урегулирование в Донбассе при нынешней власти не стоит.

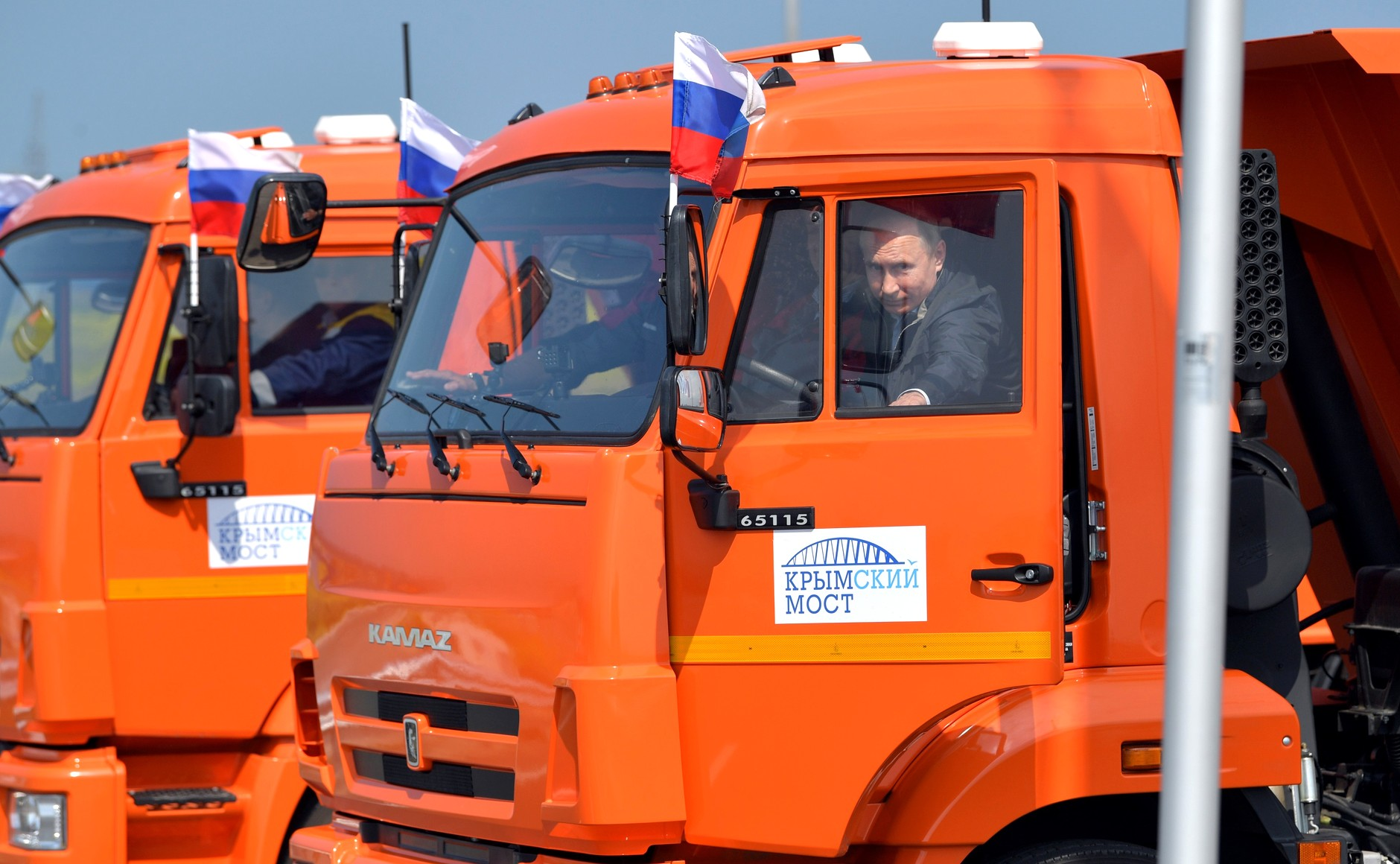
Владимир Путин за рулём КамАЗа 65115 во время открытия движения по автодорожной части Крымского моста, 15 мая 2018 года

19 марта 2014 года, уже на следующий день после провозглашения суверенитета России над Крымом, Путин поставил перед министерством транспорта задачу построить автомобильный и железнодорожный мост через Керченский пролив, рассматриваемый как ключевой элемент интеграции полуострова в Россию. 15 мая 2018 года Владимир Путин принял участие в открытии движения по автодорожной части Крымского моста. 23 декабря 2019 года было открыто железнодорожное движение.
25 ноября 2018 года в районе Керченского пролива произошёл вооружённый инцидент, в ходе которого российскими военными были задержаны два артиллерийских катера и буксир ВМС Украины, пытавшиеся пройти из Одессы в Мариуполь через Керченский пролив. Все члены экипажей были помещены российскими властями под арест, и в отношении них было начато следствие. Позднее Владимир Путин охарактеризовал события в Керченском проливе как провокацию президента Порошенко, имевшую целью срыв президентских выборов на Украине.
21 апреля 2019 года президентом Украины был избран Владимир Зеленский. Поздравлять его с победой на выборах и вступлением в должность Путин не стал, отметив, что Россия готова «восстанавливать отношения с Украиной в полном объёме», но не может сделать это «в одностороннем порядке». Путин назвал итоги выборов в Украине «полным провалом политики Порошенко» и заявил, что будет содействовать «нормализации ситуации на юго-востоке Украины» в случае, если новые власти Украины будут реализовывать Минские соглашения.
24 апреля Владимир Путин подписал указ, позволяющий жителям отдельных районов Донецкой и Луганской областей Украины получить гражданство РФ в упрощённом порядке. В России заявляют, что решение было принято в связи с полным отсутствием перспектив улучшения ситуации в зоне конфликта, социально-экономической блокадой Донбасса и систематическим ущемлением украинскими властями основных гражданских прав и свобод жителей региона.
Позднее Путин сообщил, что рассматривается возможность предоставления гражданства РФ в упрощённом порядке не только жителям Донецкой и Луганской областей, но и гражданам всей Украины. 1 мая он подписал указ, предоставляющий право обратиться за получением гражданства РФ в упрощённом порядке дополнительным категориям граждан Украины и лиц без гражданства. 17 июля ещё одним указом упрощённый порядок получения российского гражданства был распространён на всех жителей Донецкой и Луганской областей Украины, в том числе зарегистрированных на территориях, подконтрольных украинским властям. 2 августа Путин подписал закон, упрощающий для украинских граждан получение разрешений на временное пребывание и вида на жительство в России.
11 июля по инициативе украинской стороны состоялся первый телефонный разговор между Владимиром Зеленским и Владимиром Путиным, который привёл к заметной активизации усилий по освобождению удерживаемых лиц. 7 сентября состоялся обмен удерживаемыми лицами между Украиной и Россией в формате «35 на 35». В частности, Россия передала Украине 24 моряков, задержанных во время инцидента в Керченском проливе, Олега Сенцова и других, а Украина передала России Кирилла Вышинского и Владимира Цемаха. 18 ноября Россия передала Украине корабли, задержанные во время инцидента в Керченском проливе.

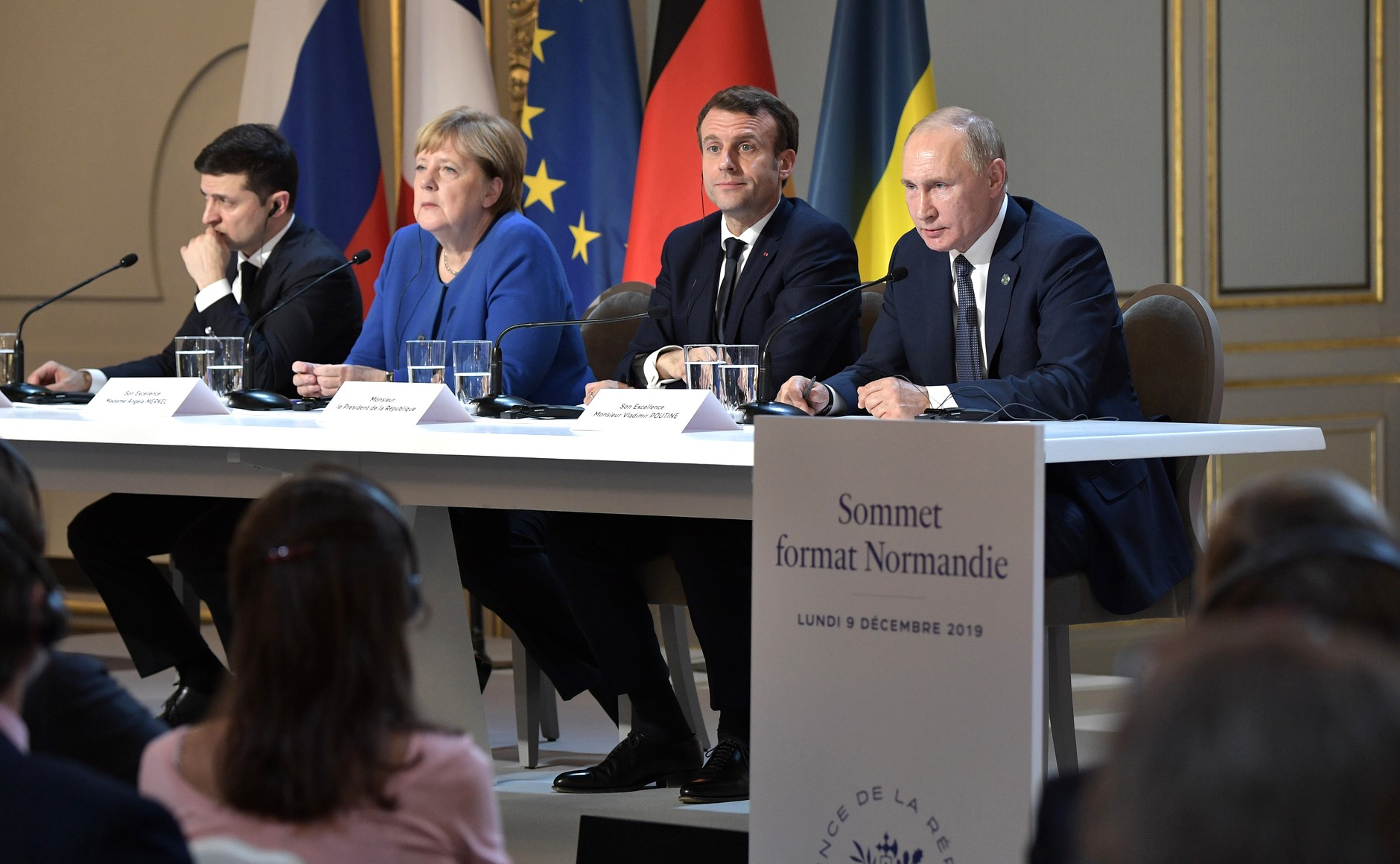
Владимир Путин на саммите Нормандской четвёрки, 10 декабря 2019 года

9 декабря 2019 года в Париже прошёл саммит «нормандской четвёрки» — первая встреча лидеров в «нормандском формате» с 2016 года. В ходе саммита также состоялась первая двусторонняя встреча президентов Путина и Зеленского.
Резкую реакцию на Украине вызвало заявление президента России Владимира Путина об «исконно русских землях», входящих в состав Украины. В ходе ежегодной пресс-конференции, которая прошла 19 декабря, Путин сказал, что при создании СССР в состав Украины были включены «исконно русские территории», чтобы «повысить процентное соотношение пролетариата».
30 декабря состоялось подписание нового 5-летнего договора между «Нафтогазом» и «Газпромом», основанного на схеме «качай или плати» с закреплёнными минимальными объёмами прокачки газа. Применение этого принципиального контрактного условия гарантировало Украине платежи со стороны контрагента за следующие объёмы прокачки газа: не менее 65 млрд кубометров газа в 2020 году и не менее 40 млрд кубометров ежегодно в последующие четыре года. В рамках пятилетнего контракта по транзиту газа Украина (при базовом объёме прокачки в 225 млрд кубометров суммарно за 5 лет) получит как минимум 7,2 млрд долларов.
Подводя в мае 2020 года итоги первого года правления Владимира Зеленского, обозреватель издания «Коммерсантъ» Максим Юсин, указывая на ряд позитивных изменений в украинско-российских отношениях, отмечал, что урегулирования в Донбассе так и не наступило, а решения парижского саммита «нормандской четвёрки» так и остались на бумаге. Причина этого, по мнению обозревателя, заключается в том, что Зеленский «боится конфликта с так называемым патриотическим лагерем — активным, часто экзальтированным, пассионарным меньшинством, которое не согласно ни на какие уступки, опирается на поддержку киевской и львовской национально ориентированной интеллигенции, монополизировало большую часть СМИ и готово при необходимости привлечь к акциям протеста радикальные группировки. Перед этим напором Зеленский и его команда оказались беспомощными и вынуждены идти на одну уступку за другой».
В начале 2021 года центром внешнеполитических усилий украинского руководства, учитывая отсутствие прогресса в политическом урегулировании вооружённого конфликта в Донбассе, стал вопрос «аннексии Крыма» Россией и тема возвращения Крыма в состав Украины. В середине марта Зеленский подписал разработанную СНБО «Стратегию деоккупации и реинтеграции временно оккупированной территории Автономной Республики Крым и города Севастополя», в которой было заявлено, что Киев применит для возвращения этой территории меры «дипломатического, военного, экономического, информационного, гуманитарного и иного характера». 23 августа в Киеве прошло главное для страны внешнеполитическое событие года — саммит «Крымской платформы» — новой международной переговорной площадки, призванной объединить международные усилия по «деоккупации Крыма».
Весна 2021 года ознаменовалась обострением напряжённости в зоне конфликта на востоке Украины. Украина обвиняла Россию в наращивании группировки войск на российско-украинской границе, в то время как Россия заявляла, что Украина перебрасывает дополнительные войска к зоне конфликта. Российская сторона обосновала перемещения войск подготовкой к учениям «Запад-2021», а также начавшейся переброской американских войск из Северной Америки через Атлантику в Европу, перемещением к российским границам войск, дислоцированных в Европе. Российские представители обвинили Украину в том, что она с 2014 года ведёт войну в Донбассе, а США и НАТО, поощряя эти действия, фактически превращают Украину в «пороховую бочку» Европы.
В апреле Минобороны РФ уведомило о приостановлении с 24 апреля по 31 октября в связи с военно-морскими учениями «права мирного прохода через территориальное море Российской Федерации для иностранных военных кораблей и других государственных судов». На Украине заявили о попытке России «в нарушение норм и принципов международного права узурпировать суверенные права Украины как прибрежного государства». Действия России, по мнению МИД Украины, указывают на «отсутствие каких-либо намерений с её стороны отказаться от продолжения агрессии против Украины с использованием военных и гибридных методов».
Немного снять напряжение позволил лишь телефонный разговор президентов России и США Владимира Путина и Джо Байдена, состоявшийся 13 апреля.
20 апреля Зеленский предложил Путину встретиться «в любой точке украинского Донбасса, где идёт война». Российский президент заявил, что готов принять Зеленского в Москве, но не для обсуждения Донбасса. В ходе подготовки встречи президентов Украина поставила условие: обязательными темами переговоров должны стать проблемы Крыма и Донбасса. Российская сторона предлагала вынести на переговоры ряд вопросов, касающихся двусторонних отношений (восстановление полноценных дипломатических отношений, возвращение послов в Москву и Киев, снятие взаимных торгово-экономических ограничений и отмена санкций в отношении физических и юридических лиц, восстановление транспортного сообщения между двумя странами, подготовка соглашения о транзите и поставках газа на период после 2024 года и др.).
30 июня Владимир Путин во время прямой линии заявил, что не отказывается от предложения встретиться с украинским коллегой, но не видит, о чём с ним разговаривать: «Что встречаться с Зеленским? Если он отдал свою страну под полное внешнее управление. Ключевые вопросы жизнедеятельности Украины решаются не в Киеве, а в Вашингтоне. Отчасти в Берлине и в Париже. Ну и о чём разговаривать?». Зеленский в ответ назвал «тезис о внешнем управлении» «чисто пропагандистской мантрой для внутреннего потребителя в самой России», не соответствующей реальности.
12 июля на сайте Кремля была размещена статья Владимира Путина «Об историческом единстве русских и украинцев». Характеризуя современное состояние Украины, Путин пишет, что в украинском обществе создаётся атмосфера страха, процветает агрессивная риторика, власти потакают неонацистам, идёт милитаризация страны. Всё это происходит «под протекторатом, контролем со стороны западных держав». По словам Путина, «западные авторы проекта „анти-Россия“ так настраивают украинскую политическую систему, чтобы менялись президенты, депутаты, министры, но была неизменной установка на разделение с Россией, на вражду с ней. Основным предвыборным лозунгом действующего президента было достижение мира. Он на этом пришёл к власти. Обещания оказались враньём. Ничего не изменилось. А в чём-то ситуация на Украине и вокруг Донбасса ещё и деградировала». Путин заверил, что Россия остаётся открытой для диалога с Украиной, но только в том случае, если власти будут отстаивать «свои национальные интересы, а не обслуживать чужие» и не будут «орудием в чьих-то руках для борьбы с нами». По его словам, подлинная суверенность Украины возможна именно в партнёрстве с Россией.
По мнению автора статьи, миллионы людей на Украине хотят восстановления отношений с Россией и существуют политические силы, которые выступают за нормализацию, но «им не дают никаких шансов реализовать свои политические планы, их просто несистемным, неправовым образом устраняют с политической сцены» — одних убивают на улице, других сжигают заживо, «как это было в ходе трагических событий в Одессе». Путин также напомнил о ситуации с главой политсовета партии «Оппозиционная платформа — За жизнь» Виктором Медведчуком, который находится под домашним арестом, и о закрытии нескольких телеканалов.
20 августа правительство России расширило санкционный список в отношении украинских граждан. В новый перечень, в частности, оказались включены глава МИД Украины Дмитрий Кулеба, его первый заместитель Эмине Джапарова и секретарь СНБО Алексей Данилов.
На выборах в Государственную думу, состоявшихся в сентябре 2021 года, Центризбирком РФ обеспечил возможность дистанционного электронного голосования по партийным спискам для жителей Луганской и Донецкой народных республик, имеющих российское гражданство, но не имеющих прописки в России. Помимо этого, для их голосования на территории Ростовской области было предусмотрено около 50 избирательных участков.
Очередное обострение отношений с Украиной произошло в конце октября — начале ноября и было спровоцировано первым боевым применением украинского БПЛА Bayraktar TB2 против формирований ДНР. Выступая 2 ноября на одном из совещаний по оборонной тематике, Владимир Путин заявил, что Россия внимательно следит за использованием БПЛА «вблизи границ России» и должна тщательно проанализировать складывающуюся в связи с этим ситуацию. Одновременно в западных СМИ появились публикации о том, что Россия вновь стягивает войска к украинской границе. В качестве доказательства приводились спутниковые фото российской бронетехники.
15 ноября Владимир Путин подписал указ об оказании гуманитарной поддержки населению отдельных районов Донецкой и Луганской областей Украины на период «до политического урегулирования» на основании Минских соглашений. В указе заявлено, что гуманитарная помощь отдельным районам Донецкой и Луганской областей нужна для защиты «прав и свобод гражданина», а также для «недопущения дальнейшего снижения уровня жизни в условиях экономической блокады» и пандемии COVID-19.
Указом предусматривается:
- признание в России сертификатов о происхождении товаров, выдаваемых органами и организациями, «фактически действующими на территории указанных районов»;
- допуск товаров из республик к государственным закупкам наравне с российскими;
- отмена экспортно-импортных количественных ограничений на перемещение товаров через границы с ДНР и ЛНР (за исключением отдельных групп товаров)[185].

Путин также поручил внести изменения в указ о продовольственном эмбарго, принятый в августе 2014 года, и в указ об экономических санкциях против Украины, принятый в октябре 2018 года, с тем, чтобы исключить из принятых ограничений товары и услуги из ДНР и ЛНР.
Тем временем Владимир Путин дал понять, что России от Запада нужны юридические гарантии её безопасности, которые касаются не только Украины, но затрагивают её напрямую: российское руководство настаивает на том, чтобы Украина навсегда осталась внеблоковой, и обсуждать этот вопрос Россия намерена не с Украиной, а с США и НАТО. На фоне тупика с урегулированием конфликта в Донбассе российское руководство всё чаще стало обращать внимание на интенсификацию военного и военно-технического сотрудничества западных стран с Украиной, всерьёз опасаясь того, что Украина превратится в плацдарм для наступления на Россию, даже не будучи формально интегрирована в НАТО.
Говоря о действиях западных стран на территории Украины и в бассейне Чёрного моря, Путин предупредил: «То, что они сейчас делают на территории Украины и планируют делать, это же не за тысячи километров от нашей национальной границы — это у порога нашего дома. Они должны понять, что нам просто некуда дальше отступать». Таким образом, переброска значительных российских сил в район украинской границы стала своего рода ответной реакцией на действия Запада. Одновременно с этим ещё 18 ноября Путин поручил МИДу добиваться от западных стран предоставления России «серьёзных долгосрочных гарантий обеспечения безопасности». 1 декабря он уточнил: «В диалоге с США и их союзниками будем настаивать на выработке конкретных договорённостей, исключающих любые дальнейшие продвижения НАТО на восток и размещение угрожающих нам систем оружия в непосредственной близости к территории России». 7 декабря он обсудил эту тему с президентом США Джо Байденом, а 15 декабря МИД РФ передал руководству США и НАТО проекты подготовленных российской стороной документов: договора с США о гарантиях безопасности, а также соглашения о мерах обеспечения безопасности РФ и государств—членов НАТО. В этих документах содержатся два ключевых требования России: о нерасширении НАТО, прежде всего за счёт Украины, и об отказе от размещения у границ РФ вооружений и сил.

#### Ситуация вокруг Украины и предложения России по гарантиям безопасности
15 декабря 2021 года российское руководство передало руководству США и НАТО проекты договора о гарантиях безопасности и соглашения о мерах обеспечения безопасности России и стран НАТО «в свете непрекращающихся попыток США и НАТО изменить в свою пользу военно-политическую ситуацию в Европе». МИД РФ в своём заявлении от 10 декабря подробно изложил, какие именно требования Россия понимает под «гарантиями безопасности»:
- Выработка в конкретный промежуток времени и на основе принципа равной и неделимой безопасности серьёзных долгосрочных правовых гарантий, исключающих любое дальнейшее продвижение НАТО на восток и размещение угрожающих систем оружия на западных рубежах России;
- Отказ от решений Бухарестского саммита НАТО 2008 года о том, что Украина и Грузия станут членами НАТО, как противоречащих обязательству лидеров всех государств — участников ОБСЕ «не укреплять свою безопасность за счет безопасности других»;
- Юридическое закрепление договорённости о неразмещении США и другими странами НАТО ударных систем вооружений, создающих угрозу России, на территории соседних с ней стран, как входящих, так и не входящих в альянс;
- Получение конкретной реакции НАТО на выдвинутые ранее российские предложения, среди которых перенос районов оперативных учений на согласованное расстояние от линии соприкосновения Россия — НАТО, согласование предельной дистанции сближения боевых кораблей и самолётов, возобновление регулярного диалога оборонных ведомств по линии Россия — США и Россия — НАТО;
- Присоединение США к одностороннему российскому мораторию на развёртывание наземных ракет средней и меньшей дальности в Европе[189].

Российское руководство по сути потребовало признать за собой особую сферу интересов на постсоветском пространстве, настаивая не только на гарантиях нерасширения альянса на территорию Украины, но также на отводе вооружений и вооружённых сил из стран Восточной Европы и Прибалтики.
В проекте договора со США Россия предложила закрепить принцип невозможности развязывания ядерной войны, а также:
- исходить из принципов неделимой и равной безопасности, ненанесения ущерба безопасности друг друга, для чего принять взаимные обязательства не предпринимать действий и не проводить мероприятий, затрагивающих безопасность другой стороны;
- не использовать территорию других государств в целях подготовки или осуществления вооружённого нападения на Россию или США;
- США должны принять на себя обязательство исключить дальнейшее расширение НАТО в восточном направлении, отказаться от приёма в НАТО государств, ранее входивших в СССР;
- США не должны создавать военные базы на территории государств, ранее входивших в СССР и не являющихся членами НАТО, а также использовать их инфраструктуру для ведения любой военной деятельности, развивать с ними двустороннее военное сотрудничество;
- взаимно отказаться от размещения вооружённых сил и вооружений, в том числе в рамках международных организаций, военных союзов или коалиций, в районах, где такое развёртывание воспринималось бы другой стороной как угроза своей национальной безопасности, а также воздержаться от полётов тяжёлых бомбардировщиков, оснащённых для ядерных или неядерных вооружений, и нахождения надводных боевых кораблей всех классов в районах вне национального воздушного пространства и вне национальных территориальных вод, откуда они могут поражать цели на территории России или США;
- вернуться к принципу отказа от развёртывания ракет средней и меньшей дальности наземного базирования вне национальной территории;
- исключить развёртывание ядерного оружия вне национальной территории[191].

Блоку НАТО Россия предложила вернуться к работе Совета Россия — НАТО, восстановить каналы связи и перестать рассматривать друг друга в качестве противников, а также:
- взять на себя взаимные обязательства о неразмещении вооружённых сил и вооружения на территории всех других государств Европы в дополнение к силам, которые уже находились на этой территории по состоянию на 27 мая 1997 года (за этот период в НАТО вошли 14 государств Восточной Европы и Балкан);
- исключить развёртывание ракет средней и меньшей дальности наземного базирования в районах, из которых они способны поражать цели на территории других участников;
- исключить дальнейшее расширение НАТО, в том числе присоединение Украины, а также других государств;
- странам НАТО отказаться от ведения любой военной деятельности на территории Украины, а также других государств Восточной Европы, Закавказья и Центральной Азии[191].

Москва дала понять, что вечно ждать ответа на свои предложения не будет, пригрозив военным ответом на нежелание прислушаться к её озабоченностям. Глава делегации РФ на переговорах в Вене по вопросам военной безопасности и контроля над вооружениями Константин Гаврилов заявил, что со стороны России последуют «военно-технический и военный ответы», если НАТО откажется всерьёз обсуждать российские предложения. Заместитель главы МИД РФ Андрей Руденко обосновал жёсткость российской позиции таким образом: «Наша реакция — это превентивная мера, которая предупреждает о том, что в случае определённого развития, определённого сценария, с нашей стороны будут предприняты определённые шаги, о которых мы сейчас не распространяемся».
<…>
Скандал международного уровня вызвала фраза Путина, произнесённая после переговоров с Макроном 7 февраля 2022 года о кризисе вокруг Украины: «Нравится, не нравится — терпи, моя красавица», которую многие восприняли как шутку об изнасиловании, адресованную Украине.

#### Вторжение России на Украину
Несмотря на то, что с ноября 2021 до 24 февраля 2022 года российские высшие официальные лица последовательно опровергали появлявшиеся в СМИ многочисленные заявления и сообщения о готовящемся вторжении, Россия начала вторжение на Украину в ночь с 23 на 24 февраля 2022 года. Вторжению предшествовали кризис между Россией и Украиной, длительное стягивание Россией войск к украинской границе, а также дипломатическое признание Россией самопровозглашённых Донецкой Народной Республики (ДНР) и Луганской Народной Республики (ЛНР), произошедшее 21 февраля 2022 года.
24 февраля в 05:30 по московскому времени (04:30 по киевскому) в российский телеэфир вышло обращение президента России Путина о начале вторжения на Украину. Российские войска вошли на территорию Украины с материковой части России, а также с территорий Белоруссии и Крыма. Ракетно-бомбовые удары были нанесены по украинской военной инфраструктуре, военной авиации, объектам ПВО, военным аэродромам. Одновременно вооружённые формирования ДНР и ЛНР начали боевые действия против Вооружённых сил Украины (ВСУ) по всей линии фронта в Донбассе и в ряде мест перешли в наступление

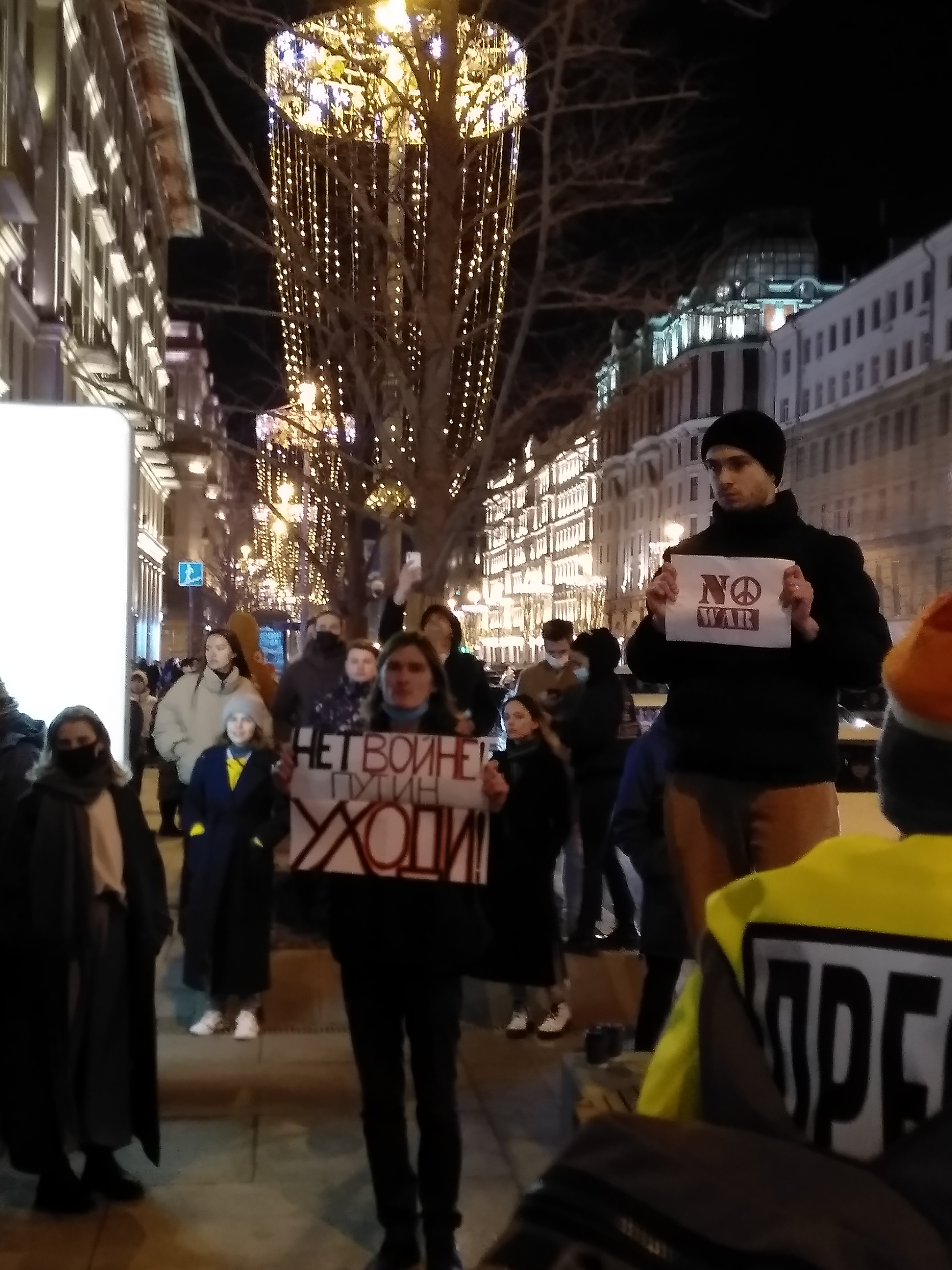
Протесты в Москве 24 февраля 2022 года

2 марта Генеральная Ассамблея ООН на чрезвычайной специальной сессии осудила действия России и призвала её вывести свои войска с территории Украины. За принятие резолюции проголосовало 141 государство, против — 5 (Белоруссия, КНДР, Россия, Сирия и Эритрея). Ещё 35 государств воздержались от голосования. Ряд стран ввёл жёсткие экономические санкции против России. Введённые ограничения затрагивают российские физические лица и организации, причастные к вооружённому конфликту, а также замораживают валютные резервы России и наносят урон отдельным отраслям российской экономики.
Протесты против вторжения России на Украину имели форму митингов, одиночных пикетов и других общественных акций как в самой, так и в ряде стран мира. Российские протесты были встречены жёсткими действиями со стороны правоохранительных органов страны. Власти России предприняли целый ряд мер по ограничению свободы слова.
21 сентября 2022 года президент России В. Путин объявил частичную мобилизацию. Это привело к массовой эмиграции россиян с целью избежать мобилизации. По официальным данным, только за первую неделю после объявления мобилизации территорию России покинули около 200 000 человек.
23—27 сентября 2022 года в ДНР, ЛНР, а также на оккупированных российскими войсками в 2022 году территориях  Херсонской и Запорожской областей Украины были спешно проведены референдумы о присоединении к России, которые не были признаны мировым сообществом. После этого 30 сентября — 5 октября 2022 года была оформлена аннексия Россией этих территорий. 12 октября 2022 года Генеральная Ассамблея ООН осудила «организацию Российской Федерацией незаконных так называемых референдумов» и приняла резолюцию, поддерживающую территориальную целостность Украины.
C 23 по 24 июня 2023 года произошёл мятеж ЧВК «Вагнер». «Вагнеровцы» взяли под контроль Ростов-на-Дону, и начали движение в сторону Москвы, однако затем пришли к соглашению с российскими властями при посредничестве президента Белоруссии Александра Лукашенко.

## Скандалы

### Отравление Скрипалей
В марте 2018 года в Солсбери (Великобритания) произошло отравление работавшего на британские спецслужбы бывшего сотрудника ГРУ Сергея Скрипаля и его дочери. Британские эксперты из секретной химической лаборатории «Портон-Даун» определили, что при отравлении использовалось боевое отравляющее вещество класса «Новичок». Позднее выводы британских экспертов подтвердили в Организации по запрещению химического оружия. Правительство Великобритании обвинило Россию в причастности к покушению на убийство и в нарушении Конвенции о запрещении химического оружия. Россия эти обвинения категорически отвергла и заявила, что отравление является провокацией, которая могла быть организована спецслужбами самой Великобритании или США. В ответ на отравление Британия выслала 23 российских дипломата. Большинство стран Евросоюза, а также США, Канада, Австралия и ряд других стран из солидарности предприняли аналогичные шаги. Россия ответила на это зеркальными мерами.
В сентябре 2018 года британская полиция опубликовала фотографии двух российских граждан, подозреваемых в отравлении Скрипалей. По данным британских спецслужб, они являются офицерами ГРУ, прибывшими в Великобританию под вымышленными именами. Премьер-министр Великобритании Тереза Мэй заявила, что отравление было санкционировано российским руководством, а министр безопасности Великобритании Бен Уоллес возложил ответственность за отравление лично на Владимира Путина. Россия в очередной раз отвергла все обвинения.

### Отравление Алексея Навального
В августе 2020 года произошло отравление российского оппозиционного деятеля Алексея Навального, главы Фонда борьбы с коррупцией (ФБК). 2 сентября исследования, проведённые спецлабораторией Бундесвера, показали, что Навального отравили боевым нервно-паралитическим веществом из группы «Новичок». Позже отравление «Новичком» со ссылкой на результаты собственных исследований в лабораториях, сертифицированных Организацией по запрещению химического оружия (ОЗХО), подтвердили Франция и Швеция. ОЗХО провела собственное исследование биологических проб Навального и подтвердила выводы германской, французской и шведской лабораторий о наличии в анализах следов вещества семейства «Новичок». Навальный и его команда заявили, что за покушением стоит лично Владимир Путин.
14 декабря 2020 года в интернете были размещены результаты совместного расследования The Insider, Bellingcat и CNN при участии Der Spiegel, содержавшие, в частности, доказательства того, что покушение на Навального совершила оперативная группа ФСБ, действовавшая под прикрытием Института криминалистики ФСБ. Владимир Путин охарактеризовал это расследование как «легализацию материалов американских спецслужб» и заявил, что если бы российские спецслужбы хотели отравить Навального, то довели бы дело до конца.

### Расследование в отношении «Дворца Путина» под Геленджиком
Впервые о резиденции под Геленджиком, предположительно построенной для Владимира Путина, стало широко известно в 2010 году, когда предприниматель Сергей Колесников в открытом письме Дмитрию Медведеву подробно рассказал о строительстве и раскрыл схемы его финансирования. По данным журналистских расследований, финансирование объекта осуществлялось путём коррупционных схем и за счёт государственных компаний «Транснефть» и «Роснефть». В январе 2021 года Фонд борьбы с коррупцией Алексея Навального опубликовал подробное расследование «Дворец для Путина. История самой большой взятки», представив съёмки территории с квадрокоптера, видеореконструкцию и поэтажный план объекта. Стоимость строительства дворцового комплекса ФБК оценил в 100 млрд рублей (1,1 млрд евро). В расследовании конечным бенефициаром дворца был назван Владимир Путин.
В январе 2021 года Путин заявил, что ни ему, ни его близким родственникам дворец никогда не принадлежал. Тогда же владельцем дворца объявил себя предприниматель и друг Путина Аркадий Ротенберг. По его словам, он приобрёл эту резиденцию «несколько лет назад» и намерен превратить её в апарт-отель.

### Требования отставки
В сентябре 2022 года десятки муниципальных депутатов Москвы и Санкт-Петербурга потребовали отставки Путина с поста президента РФ, обвинив в госизмене.